# 李中立
李中立（？—？），字士強，號念山，直隶松江府上海县人，軍籍。明朝官员。

## 生平
李中立少從羅文英學習，“年幼而姿敏，多才藝”，得杞縣令馬應龍賞識。登万历十六年戊子科第九十七名舉人，二十三年（1595年）乙未科會試第十七名，三甲一百十六名进士。刑部觀政，二十五年二月初授湖广公安县知县，二十七年調建安县，丁憂，二十九年考察，以公安任上降一级，歴官大理寺右評事，万历四十年典試四川，旋以告病辞。

## 家族
曾祖李钦。祖李簿。父李存讓。母劉氏，具庆下。弟中植（庠生）、中啓、中和。娶金氏。子李果蓁。